# WCW World Six-Man Tag Team Championship
Il WCW Six-Man Tag Team Championship è stato un titolo conteso nel corso del 1991 dalla divisione maschile della World Championship Wrestling.

## Storia
Fu una versione ripresa del NWA World Six-Man Tag Team Championship che fu utilizzato nella Jim Crockett Promotions; tuttavia questo titolo, a differenza del precedente, che era stato spesso conteso dai wrestler principali, è stato usato soprattutto per dare risalto ai lottatori minori.

Fu abbandonato nel novembre 1991.

## Albo d'oro
| Lottatori                                                        | Regni | Data             | Giorni | Località             | Note                                                       |
| ---------------------------------------------------------------- | ----- | ---------------- | ------ | -------------------- | ---------------------------------------------------------- |
| The Junkyard Dog, Ricky Morton and Tommy Rich                    | 1     | 17 febbraio 1991 | 106    | Atlanta (Georgia)    | Batte Buddy Landel, Dutch Mantel e Dr. X in un house show. |
| The Fabulous Freebirds (Badstreet, Jimmy Garvin & Michael Hayes) | 1     | 3 giugno 1991    | 63     | Birmingham (Alabama) |                                                            |
| Big Josh, Dustin Rhodes and Tom Zenk                             | 1     | 5 agosto 1991    | 64     | St. Joseph, Missouri |                                                            |
| The York Foundation                                              | 1     | 8 ottobre 1991   | 30     | Montgomery (Alabama) |                                                            |
| Il titolo viene ritirato il 7 novembre 1991.                     |       |                  |        |                      |                                                            |